# Thukima
Thukima – gaun wikas samiti we wschodniej części Nepalu w strefie Meći w dystrykcie Taplejung. Według nepalskiego spisu powszechnego z 2001 roku liczył on 521 gospodarstw domowych i 2772 mieszkańców (1440 kobiet i 1332 mężczyzn).